# Sterigmapetalum chrysophyllum
Sterigmapetalum chrysophyllum là một loài thực vật có hoa trong họ Rhizophoraceae. Loài này được Aymard & Cuello miêu tả khoa học đầu tiên năm 1995.